# Blepharoneurinae
Blepharoneurinae zijn een onderfamilie van insecten uit de orde vliegen en muggen of tweevleugeligen (Diptera).

## Taxonomie
De volgende taxa zijn bij de onderfamilie ingedeeld:
- Geslacht Baryglossa Bezzi, 1918
  - Baryglossa bequaerti Bezzi, 1924
  - Baryglossa emorsa Munro, 1957
  - Baryglossa histrio Bezzi, 1918
  - Baryglossa mimella Munro, 1957
  - Baryglossa oldroydi Munro, 1957
  - Baryglossa tersa Munro, 1939
  - Baryglossa trulla Munro, 1957
- Geslacht Blepharoneura Loew, 1873
  - Blepharoneura amazonensis Lima & Leite, 1952
  - Blepharoneura amplihyalina Norrbom & Condon, 2010
  - Blepharoneura apaapa Norrbom & Condon, 2010
  - Blepharoneura aspiculosa Norrbom & Condon, 2010
  - Blepharoneura atomaria (Fabricius, 1805)
  - Blepharoneura bidigitata Norrbom & Condon, 2010
  - Blepharoneura bipunctata Norrbom & Condon, 2010
  - Blepharoneura biseriata Wulp, 1899
  - Blepharoneura bivittata Norrbom & Condon, 2010
  - Blepharoneura brevivittata Norrbom & Condon, 2010
  - Blepharoneura chaconi Norrbom & Condon, 2010
  - Blepharoneura cornelli Norrbom & Condon, 2010
  - Blepharoneura cyclantherae Norrbom & Condon, 2010
  - Blepharoneura diva Giglio-Tos, 1893
  - Blepharoneura femoralis Wulp, 1899
  - Blepharoneura fernandezi Norrbom & Condon, 2010
  - Blepharoneura furcifer Hendel, 1914
  - Blepharoneura hirsuta Bates, 1933
  - Blepharoneura hyalinella Norrbom & Condon, 2010
  - Blepharoneura impunctata Hendel, 1914
  - Blepharoneura io Giglio-Tos, 1893
  - Blepharoneura isolata Norrbom & Condon, 2010
  - Blepharoneura longicauda Hendel, 1914
  - Blepharoneura lutea Norrbom & Condon, 2010
  - Blepharoneura macwilliamsae Norrbom & Condon, 2010
  - Blepharoneura manchesteri Condon & Norrbom, 1994
  - Blepharoneura marshalli Norrbom & Condon, 2010
  - Blepharoneura mexicana Norrbom & Condon, 2010
  - Blepharoneura mikenoltei Norrbom & Condon, 2010
  - Blepharoneura multipunctata Norrbom & Condon, 2010
  - Blepharoneura nigriapex Norrbom & Condon, 2010
  - Blepharoneura nigrifemur Norrbom & Condon, 2010
  - Blepharoneura nigripilosa Hering, 1935
  - Blepharoneura osmundsonae Norrbom & Condon, 2010
  - Blepharoneura parva Hendel, 1914
  - Blepharoneura perkinsi Condon & Norrbom, 1994
  - Blepharoneura poecilogastra (Loew, 1873)
  - Blepharoneura poecilosoma (Schiner, 1868)
  - Blepharoneura pulchella (Wulp, 1899)
  - Blepharoneura punctistigma Norrbom & Condon, 2010
  - Blepharoneura quadristriata Wulp, 1899
  - Blepharoneura quetzali Norrbom & Condon, 2010
  - Blepharoneura regina Giglio-Tos, 1893
  - Blepharoneura ruptafascia Norrbom & Condon, 2010
  - Blepharoneura rupta (Wulp, 1899)
  - Blepharoneura septemdigitata Norrbom & Condon, 2010
  - Blepharoneura sinepuncta Norrbom & Condon, 2010
  - Blepharoneura splendida Giglio-Tos, 1893
  - Blepharoneura tau Norrbom & Condon, 2010
  - Blepharoneura thetis Hendel, 1914
  - Blepharoneura unifasciata Norrbom & Condon, 2010
  - Blepharoneura variabilis Norrbom & Condon, 2010
  - Blepharoneura wasbaueri Norrbom & Condon, 2010
  - Blepharoneura zumbadoi Norrbom & Condon, 2010
- Geslacht Ceratodacus Hendel, 1914
  - Ceratodacus longicornis Hendel, 1914
  - Ceratodacus priscus Norrbom & Condon, 2000
- Geslacht Hexaptilona Hering, 1941
  - Hexaptilona hexacinioides (Hering, 1938)
  - Hexaptilona palpata (Hendel, 1915)
- Geslacht Problepharoneura Norrbom & Condon, 2000
  - Problepharoneura antiqua Norrbom & Condon, 1999